# Gustav Lichdi
Gustav Lichdi (* 13. April 1876 auf dem Dörrhof bei Rosenberg; † 26. April 1945 auf Schloss Liebenstein) war ein deutscher Unternehmer. Er gründete die Lebensmittelladenkette Lichdi.

## Leben
Gustav Lichdi war das vierte von zehn Kindern des Landwirts Johannes Lichdi und seiner zweiten Ehefrau Dina, geb. Kreuter oder Kreider. Johannes Lichdi war nicht Eigentümer des Dörrhofs, sondern hatte diesen nur von der Familie Löwenstein-Wertheim-Rosenberg gepachtet und verlor diese Pacht 1886 nach ein oder zwei Missernten. Da das Ehepaar nun ohne Einkommen war, verteilte es die Kinder auf Verwandte. Gustav Lichdi kam zu einer Tante auf einen Hof in Bundorf und musste seine Schullaufbahn nach fünf Jahren Volksschule abbrechen und dabei mithelfen, das Vieh zu versorgen. Zeitweise lebte er später auch wieder bei seinen Eltern, die sich mit Taglöhner- bzw. Näharbeit durchbrachten und von ihren mennonitischen Gemeindemitgliedern unterstützt wurden. Der kurzfristig gefasste Plan, nach Amerika auszuwandern, wurde aufgegeben.
Durch Vermittlung seiner Mutter erhielt Gustav Lichdi eine Lehrstelle beim Kolonialwarenhändler Heidenreich in Mannheim. Dort war er von 1890 bis 1893 beschäftigt. Auch seine Brüder absolvierten ihre Lehren bei Heidenreich. Nebenbei bildete Gustav Lichdi sich weiter. Nach Abschluss der Lehrzeit arbeitete er zwei Jahre lang in Lahr und in Neustadt an der Weinstraße. Ab 1895 war er bei Jacob Latscha in Frankfurt am Main beschäftigt. Latscha war wie Lichdi Mennonit und versuchte sich seit 1892 im damals in Deutschland relativ neuen Geschäft mit Filialbetrieben. Lichdi stieg schnell vom einfachen Kommis auf und erhielt Leitungsaufgaben in der Verwaltung des Betriebs; sein Gehalt wurde entsprechend erhöht.
In der Zeit in Frankfurt gab Lichdi Buchhaltungskurse im dortigen CVJM, den Latscha gegründet hatte. Damals lernte er auch seine zukünftige Frau Henriette Hunnius (1878–1970) kennen, die als Hausdame bei einem Bankier arbeitete. Das Paar heiratete 1905 in Cannstatt; 1907 wurde der einzige Sohn Kurt geboren.
1903 folgte Gustav Lichdi dem lang gehegten Wunsch, sich selbstständig zu machen, und eröffnete mit einem Kompagnon namens Koch in Wiesbaden eine Drogerie mit Chemikalienhandel, gab dieses Experiment jedoch schnell wieder auf und fasste den Vorsatz, sich nie wieder zu assoziieren. Er beschloss, einen eigenen Kolonialwarenladen in Heilbronn zu eröffnen, wo es 1903 noch keinen Vollsortimenter gab. Er eröffnete am 5. Februar 1904 diesen ersten Lichdi-Laden in der Lohtorstraße 18 an der Ecke zur Rathausgasse. Im Juni desselben Jahres folgte eine Filiale in der Sülmerstraße. Entgegen seinem Vorsatz hatte er sich doch wieder mit einem Geschäftspartner zusammentun müssen, denn sein Eingangskapital von 5000 Mark reichte nicht für die Geschäftsgründung aus: 7500 Mark zahlte ein Neffe Latschas, Adolf Lehmann, in die neu gegründete Lichdi GmbH ein.
Bereits 1905 führte Lichdi den freien Sonntag für seine Angestellten ein; die Läden blieben an diesem Tag geschlossen. Später richtete er einen Unterstützungsverein für Pensionäre ein, außerdem ließ er ein sogenanntes „Wohlfahrtsgebäude“ auf dem Gelände des Zentrallagers für die Mitarbeiter errichten.
Bis zur Jahreswende 1905/06 hatte Lichdi fünf Filialen in Heilbronn eingerichtet. Beliefert wurden sie aus einem Zentrallager in der Badstraße 30. 1907 folgte nach einem finanziellen Engpass eine Filiale in Neckargartach, und bis zum Ausbruch des Ersten Weltkriegs kamen 16 weitere Filialen in einem Gebiet hinzu, das von Eppingen im Westen nach Crailsheim im Osten reichte sowie von Bietigheim im Süden bis nach Neckarelz im Norden. In Heilbronn selbst gab es zu diesem Zeitpunkt elf Filialen. Das Zentrallager befand sich nun in der Frankfurter Straße 18b.
Lichdis Erfolg, der zum Teil auch auf massiven Werbemaßnahmen beruhte, zog offenkundig den Neid der Konkurrenz auf sich. Mehrfach musste er sich gegen üble Nachrede wehren. So verkündete er etwa in einer Zeitungsannonce 1906: „Wie wir hören, geht das Gerücht, es sei bei uns im Sauerkraut ein kleines Kind gefunden worden [...]“ Lichdi machte sich anheischig, demjenigen 100 Mark zu zahlen, der den Urheber dieses Gerüchts gerichtsverwertbar anzeigen würde. Offenbar konnte die Verleumdung den Geschäftsgang nicht negativ beeinträchtigen. Hatte die Familie Lichdi bislang an bescheideneren Adressen gewohnt, zog sie nun in die Heilbronner Innenstadt in eine Wohnstatt an der Ecke Kaiserstraße/Allee. Später baute sich Lichdi eine Villa in der Lerchenstraße 83, die in der Nachkriegszeit als sogenanntes Amerikahaus genutzt wurde. Auf dem Grundstück an der Kaiserstraße und der Allee erbaute nach dem Zweiten Weltkrieg die Rhein-Main-Bank (später Dresdner Bank und Commerzbank) ihre Heilbronner Filiale.
Während des Ersten Weltkriegs war Gustav Lichdi in einem Lebensmittellabor dienstverpflichtet. Wieder hatte er sich in dieser Zeit gegen eine Verleumdung zur Wehr zu setzen; diesmal wurde ihm nachgesagt, er sei ein Italiener und habe sich mit Gold abgesetzt, woraufhin er seinen familiären Hintergrund und seinen persönlichen Lebenslauf publik machte.
Nach dem Ersten Weltkrieg, im Juli 1918, erfolgte eine Umwandlung der GmbH in eine Kommanditgesellschaft. Gustav Lichdi wurde persönlich haftender Gesellschafter und war wie sein Kompagnon Lehmann zur Hälfte am Gewinn beteiligt. Lichdi, der 1920 Handelsrichter wurde, begann nun, sein Geld auch für Grundstücke und Immobilien auszugeben. Neben einem Geschäftshaus in Neckarelz kaufte er ein Grundstück in der Heilbronner Südstadt an der Ecke Urban-/Happelstraße. Dort – in der Happelstraße 17 – ließ er 1922 sein erstes eigenes Lagerhaus bauen. 1937/38 wurde es erweitert. Auch das bereits erwähnte Gebäude für die Mitarbeiter wurde auf diesem Grundstück errichtet. Neben dem Pferdegespann, das bis zum Luftangriff am 4. Dezember 1944 zum Betrieb gehörte, wurde ab 1921 auch ein Lastkraftwagen genutzt, wodurch auch Filialen in weiter entfernten Orten eingerichtet werden konnten.
Im Juni 1924 wurde aus der Kommandit- eine Aktiengesellschaft. Gustav Lichdi besaß nun mit 52 % der Aktien eine einfache Mehrheit und war auch nicht mehr persönlich haftend. 1924 richtete er zehn neue Filialen ein, geriet dabei aber an den Rand des Finanzierbaren und musste über Lehmann Aushilfe bei Latscha suchen, was dazu führte, dass ein weiteres Vorstandsmitglied in den Betrieb aufgenommen werden musste. Das Arrangement mit diesem Herrn Niedermaier gelang nicht über längere Zeit; 1926 wurde er durch Dr. Karl Schmidt ersetzt. Bis 1933 wurden 31 weitere Filialen und Zweigniederlassungen eingerichtet; eine davon musste später wieder geschlossen werden. Lichdi-Läden gab es nun auch in Orten, die von Heilbronn relativ weit entfernt waren, etwa in Ansbach und Schwäbisch Gmünd. Von 1927 an gab es auch zwei sogenannte „fahrende Filialen“, was von der Konkurrenz besonders übel genommen wurde. Schon 1927 organisierte die Edeka eine Kundgebung gegen diese Verkaufsform; es folgte eine Anfrage im Landtag, weil sich der Einzelhandel bedroht fühlte. Den Verkauf aus den beiden Lastwagen musste Lichdi 1933 einstellen, nachdem Kreisleiter Richard Drauz ihn telefonisch abgemahnt hatte.
Mit den Nationalsozialisten konnte sich Lichdi auch sonst nicht gut arrangieren. Als Mitglied der Heilbronner Freimaurerloge und des Rotary-Clubs, zu dessen Gründungsmitgliedern er schon 1931 gehört hatte, war er in der NSDAP nicht erwünscht. Die Unterlagen des Rotary-Clubs, die er bei sich zu Hause versteckt hatte, wurden von der Gestapo beschlagnahmt. Gegen eine erneute Verleumdung – diesmal wurde ihm unterstellt, er sei Jude, – wehrte er sich durch einen Aushang in seinen Schaufenstern. Das Gesetz zum Schutz des Einzelhandels sowie das Reichsnährstandsgesetz, beide 1933 erlassen, kritisierte er in seiner Jubiläumsschrift aus dem Jahr 1934 recht unverblümt. Dort bezeichnete er es als Wahnsinn, aus Prinzip die Privatinitiative lahmzulegen, und erklärte: „Ohne freien Wettbewerb kein Fortschritt und keine Kulturentfaltung“. Dennoch erreichten die Umsätze in den Jahren 1938/39 einen Höchststand von 5,5 Millionen Reichsmark. Lichdi hatte zu diesem Zeitpunkt 240 Mitarbeiter.

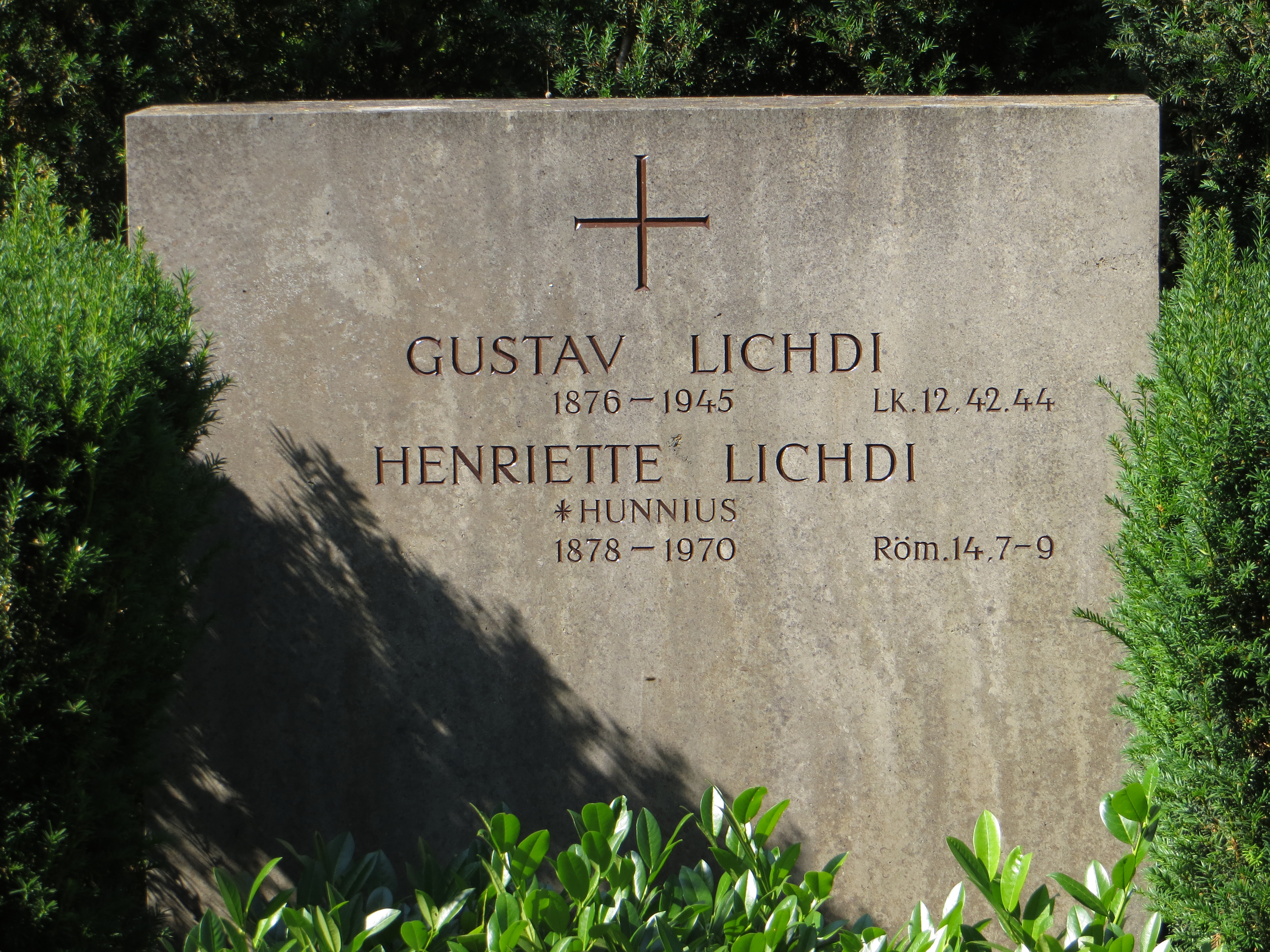
Grab Gustav Lichdis auf dem Heilbronner Hauptfriedhof

Beim Ausbruch des Zweiten Weltkrieges wurde Kurt Lichdi, der 1935 seine Pianistenkarriere aufgegeben hatte und seitdem für die Firma arbeitete, zum Kriegsdienst eingezogen. Gustav Lichdi konnte sich daher nicht alters- bzw. krankheitshalber in den Ruhestand zurückziehen. Etwa seit 1942 an Bauchspeicheldrüsenkrebs leidend, war er aber im Sommer 1944 nicht mehr arbeitsfähig. Nach dem Luftangriff vom 4. Dezember 1944 wurde er aus Heilbronn aufs Schloss Liebenstein bei Neckarwestheim gebracht. Mit dem mennonitischen Pächter des mit dem Schloss verbundenen Hofguts war Lichdi seit Jahren verbunden gewesen. Dort schrieb er am 7. Februar 1945 ein Vermächtnis an die Mitglieder seines Aufsichtsrates, worin er vorschlug, bis zur Rückkehr seines Sohnes seine Ehefrau Henriette in den Aufsichtsrat zu nehmen.
Gustav Lichdi erfuhr noch, dass durch die Kriegshandlungen 13 der 14 Heilbronner Filialen zerstört worden waren und die Zentrale geplündert worden war. Nachrichten über die auswärtigen Filialen konnte man im April 1945 nicht erhalten. Er erklärte aber, die Arbeit gehe weiter und man werde die Läden eben wieder aufbauen. Zwei Tage später starb er.
Gustav Lichdi wurde zunächst in Neckarwestheim beerdigt. Sein Leichnam wurde später nach Heilbronn überführt und dort im Oktober 1945 bestattet.